# Doryctes slavianka
Doryctes slavianka är en stekelart som beskrevs av Sergey A. Belokobylskij 1996. Doryctes slavianka ingår i släktet Doryctes och familjen bracksteklar. Inga underarter finns listade i Catalogue of Life.